# Benignusz
A Benignusz latin eredetű férfinév, jelentése: jó, kegyes, jóakaró. Női párja: Benigna.

## Gyakorisága
Az 1990-es években szórványosan fordult elő, a 2000-es években nem szerepel a 100 leggyakoribb férfinév között.

## Névnapok
- február 13.[2]
- május 1.[2]
- november 1.[2]